# Goričica
 Goričica  falu Horvátországban Zágráb megyében. Közigazgatásilag Szentivánzelinához tartozik.

## Fekvése
Zágrábtól 20 km-re északkeletre, községközpontjától  8 km-re délnyugatra, az A4-es autópálya közelében fekszik.

## Története
A települést 1961-ben Paukovec határából alakították ki. Lakosságát 1971-ben számlálták meg önállóan először, ekkor 21-en lakták. 2001-ben 323 lakosa volt.

## Külső hivatkozások
Szentivánzelina község hivatalos oldala